# Partizipative Entscheidungsfindung
Partizipative Entscheidungsfindung (PEF;  englisch shared decision-making, SDM)  wird in der Medizin die Interaktion bzw. Kommunikation zwischen Arzt und Patient genannt, die darauf zielt, unter gleichberechtigter und aktiver Beteiligung von Patient und Arzt auf Basis geteilter Information zu einer gemeinsam verantworteten Übereinkunft über eine angemessene medizinische Behandlung zu kommen.

## Konzepte der Patient-Arzt-Beziehung
Im Rahmen medizinischer Kommunikation unterscheidet man verschiedene Modelle der Patient-Arzt-Beziehung, wobei PEF sich in letzter Zeit zunehmend als allgemeine Erwartung von Patienten durchzusetzen scheint.
- Beim Modell der Partizipativen Entscheidungsfindung treffen Arzt und Patient gemeinsam die Entscheidung, nachdem sie medizinische und auch behandlungsrelevante persönliche Informationen ausgetauscht und ihre Rollen- und Behandlungspräferenzen offengelegt haben. Die Verantwortung für die Umsetzung der Behandlung wird somit geteilt.[4]
- Beim Paternalistischen Modell in seiner reinsten Form beschränkt sich die Patientenautonomie auf ein Minimum. Die medizinischen Informationen sind nur dem Arzt bekannt, welcher nachfolgend alleinverantwortlich, im vermeintlich besten Interesse des Patienten entscheidet, ohne allerdings dessen explizite Bedürfnisse zu kennen. Neben Elementen der Fürsorge und der wohlwollenden Beratung birgt dieses Modell die Gefahr der Bevormundung und partiellen Entmündigung des Patienten. Das Paternalistische Modell wird traditionell in der Medizin angewandt, herrscht im deutschen Medizinsystem auch heute noch vor, befindet sich jedoch mittlerweile aus verschiedensten Gründen auf dem Rückzug.[5]
- Beim Informationsmodell, auch „Konsumenten-Modell“ genannt, stellt der Arzt seinem Patienten alle relevanten medizinischen Informationen zur Verfügung, nimmt sich aus dem Prozess der Entscheidungsfindung jedoch heraus. Der Patient wägt die erhaltenen Informationen vor dem Hintergrund seiner eigenen Befürchtungen und Erwartungen ab und entscheidet alleinverantwortlich. Das Informationsmodell knüpft an das Kundenmodell der freien Wirtschaft an und legt damit eine andere Beziehungs- und Hierarchiestruktur zugrunde. Der Arzt fungiert als Experte und Dienstleister, der Patient befindet sich in der Rolle des Kunden. Eine mögliche Gefahr liegt bei diesem Modell in der Überforderung des Patienten.[5]

## Kernelemente
Zu den Kernelementen der partizipativen Entscheidungsfindung gehört u. a. eine „partnerschaftliche Beziehung“ zwischen Patient und Arzt mit möglichst gleichem Informationsstand über Wahlmöglichkeiten bezüglich einer medizinischen Entscheidung („Kommunikation auf Augenhöhe“).
Dabei sollen Arzt und Patient ihre Entscheidungskriterien aktiv und gleichberechtigt in den Abwägungs- und Entscheidungsprozess einbringen und partnerschaftlich für die Entscheidung Verantwortung übernehmen. Rechtlich gesehen hat der Patient jedoch das Selbstbestimmungsrecht (siehe Patientenrechtegesetz 2013).

## Prozessschritte
Die partizipative Entscheidungsfindung setzt verschiedene Handlungsschritte voraus. Hierzu gehören
1. die Übereinkunft zwischen Arzt und Patient, dass eine Entscheidung ansteht;
2. das Angebot seitens des Arztes, dass die Entscheidung bezüglich einer Behandlungs-Option von Patient und Arzt in gleichberechtigter Partnerschaft entwickelt wird;
3. Aufzeigen verschiedener gleichwertiger (im besten Falle evidenzbasierter) Behandlungsmöglichkeiten
4. umfassende gegenseitige Information über Behandlungsoptionen, ihre Evidenzen, Alternativen, Vor- und Nachteile – evtl. unter Nutzung von Entscheidungshilfe-Materialien z. B. schriftlichen Patienteninformationen und Medizinischen Entscheidungshilfen
5. Rückmeldung über Verständnis der Optionen und Erfragen weiterer Optionen aus Sicht des Patienten;
6. Ermittlung der Präferenzen des Patienten bzw. des Arztes;
7. Aushandeln der Entscheidungsmöglichkeiten;
8. Gemeinsame (partizipative) Entscheidung oder einseitige Entscheidung des Patienten (Selbstbestimmungsrecht), auch gegen den Willen des Arztes;
9. evtl. Vertrag/Selbstverpflichtung (Plan zur Umsetzung der Entscheidung).[7]

## Gesellschaftliche und wissenschaftliche Hintergründe
PEF ist kein modernistisches Konzept der Patient-Arzt-Beziehung, das unterschiedliche, in der Informationsgesellschaft neu aufgekommene Werte und Normen (Information, Partizipation) realitätsblind in das System medizinischer Versorgung überträgt bzw. diesem gar „aufpfropft“. Als bedeutungsvoll und vermutlich auch zukunftsweisend lässt sich PEF bzw. SDM unter anderem aus folgenden Gründen charakterisieren:
- Für Patienten stehen – insbesondere durch Computer und Internet – in dieser Dimension bislang ungekannte Möglichkeiten der autonomen Beschaffung von Gesundheits- und Krankheitsinformationen zur Verfügung, die sie auch nutzen. Diese (teils zutreffenden, teils aber auch „unausgegorenen“) Vorinformationen des Patienten auszublenden, hieße ihn nicht ernst zu nehmen, von seinem Wissen und damit zusammenhängenden Ängsten und Wünschen zu abstrahieren, also nur die Krankheit zu sehen und nicht den Patienten.
- Umfangreiche Analysen ärztlicher Interventionen haben deutlich gemacht, dass ärztliches Handeln und ärztliche Therapieentscheidungen vermutlich in sehr starkem Maße von persönlichen Präferenzen oder Wertmaßstäben abhängig sind, die sich nicht eindeutig ableiten lassen aus dem aktuellen Forschungs- und Erkenntnisstand.
- Durch die Forschungsergebnisse der Evidenzbasierten Medizin (EbM) ist nicht nur deutlich geworden, dass für eine Vielzahl der in der gängigen Schulmedizin alltäglich praktizierten Therapiemethoden keinerlei wissenschaftliche Nachweise ihrer Effizienz bestehen. Gezeigt wurde darüber hinaus auch, dass es für eine große Zahl von Erkrankungen nicht die eindeutig beste Behandlungsmethode gibt, den „therapeutischen Königsweg“, sondern dass meist mehrere Optionen mit unterschiedlichen Nutzen und Risiken zur Verfügung stehen, ohne dass medizinisch eindeutig entschieden werden kann, was nun für den Patienten das Beste ist.
- „Compliance“ als Befolgung ärztlicher Therapieanweisungen oder „Concordance“ als Konsens von Arzt und Patient hinsichtlich der Therapiepläne hängt in sehr starkem Maße davon ab, ob es tatsächlich in der ärztlichen Sprechstunde zu einem Einbezug der Patientenfragen und -wünsche gekommen ist. Dies hat nicht nur ökonomische Bedeutung, wie die Schätzungen für verordnete, aber auch abgesetzte oder gar nicht erst eingenommene Medikamente zeigen.  Darüber hinaus gibt es auch Hinweise, dass Information und Beteiligung von Patienten die Behandlungsqualität und die Therapie-Effekte positiv beeinflusst.

## Empirische Forschungsergebnisse

### Erwartungen der Patienten
„Bis in die 1980er Jahre bevorzugte die Mehrheit der Patienten noch eine passive Rolle im medizinischen Behandlungsprozess. Die aktive und dominante Rolle des Arztes entsprach anscheinend den Bedürfnissen der meisten Patienten […]. Heute möchten viele Patienten an medizinischen Entscheidungen beteiligt werden […] und auch die Politik fordert die stärkere Einbeziehung und Mitbestimmung der Patienten.“
Dieses Fazit über einen Wandel von Patientenansprüchen ziehen Klemperer/Rosenwirth aufgrund von zwei größeren Patientenbefragungen. In Telefoninterviews mit 8.119 Befragten in acht europäischen Ländern gaben 23 % an, selbst über die Behandlung bestimmen zu wollen, 26 % möchten lieber den Arzt entscheiden lassen und 51 % wollen mit dem Arzt gemeinsam über die Behandlungsmethode entscheiden. Umfrageergebnisse aus dem „Gesundheitsmonitor“ der Bertelsmann-Stiftung bei 9.146 Befragten führen zu einer vergleichbaren Bilanz: 58 % wollen eine gemeinsame Entscheidungsfindung, nur 14 % eine autonome Entscheidung und 28 % würden lieber den Arzt allein entscheiden lassen. Auch in der „PIA-Studie“ (Patienten-Information in der Allgemeinmedizin) wurde über 1.100 Patienten in Hausarzt-Praxen des Ruhrgebiets die Frage nach der Patientenrolle gestellt, und auch hier wünscht die überwiegende Mehrheit von 77 % eine Teilhabe an Therapieentscheidungen.

### Die Position der Ärzte
Eine Befragung des „Gesundheitsmonitor“ zeigt überwiegend positive Urteile: 67 % sind für dieses Konzept, 21 % favorisieren die alleinige Arzt-Entscheidung, 8 % die Patienten-Entscheidung, 4 % machen dies vom Einzelfall abhängig.  Dabei scheinen jüngere Ärzte etwas aufgeschlossener für Shared Decision Making zu sein.
Detailliertere Nachfragen zeigen allerdings auch, dass dieses insgesamt positive Votum in nicht unerheblichem Maße von Skepsis und Unbehagen durchsetzt ist und zumindest ambivalent bewertet wird. Auf die Frage, welche Wirkung es hat, wenn Patienten sich schon vor dem Arzttermin über Beschwerden, Behandlungen usw. informiert haben, zeigt sich: Etwa zwei Drittel der im „Gesundheitsmonitor“ befragten 500 Ärzte attestieren diesen Patienten ein „hohes Eigeninteresse“ und knapp die Hälfte erlebt dadurch Erleichterungen ihrer Arbeit. Ebenfalls knapp die Hälfte nimmt diese Vorinformation der Patienten jedoch als zusätzliche Belastung wahr und rund 40 % diskreditieren das Patientenwissen als „ein Gemisch von mehr oder weniger zutreffenden bzw. nützlichen Informationen, welche mich nur behindern.“ Knapp ein Drittel der Ärzte gibt überdies abwertende Urteile, etwa derart, dass eigene Informationen Patienten nur verwirren würden oder ihnen als Ärzten meist die Zeit fehle, darauf einzugehen.

## Effekte
Partizipative Entscheidungsfindung kann positive Effekte auf die Zusammenarbeit zwischen Therapeuten und Patienten, auf die Patientenzufriedenheit und gesundheitliches Verhalten haben. Der Einfluss dieses Vorgehens auf den Behandlungserfolg, das heißt auf den Verlauf von Gesundheit und Krankheit ist bisher ungenügend erforscht.

## Projekte
Im deutschsprachigen Raum werden seit einiger Zeit vermehrt Projekte zur Anwendung und zur Wirksamkeitsprüfung von Maßnahmen zur Förderung der Partizipativen Entscheidungsfindung durchgeführt. Hierzu gehören unter anderem die Programme Arriba-Rechner, Psychenet und Share to Care.  Insbesondere bemüht man sich auch, auf diese Weise die Gesundheitskompetenz der Bevölkerung zu verbessern.